# Andes hypanis
Andes hypanis är en insektsart som beskrevs av Ronald Gordon Fennah 1958. Andes hypanis ingår i släktet Andes och familjen kilstritar. Inga underarter finns listade i Catalogue of Life.